# Farabalai
Farabalai (em francês: Farabalaye) foi um comandante do Reino de Quenedugu durante o reinado do fama Babemba Traoré (r. 1892–1898). Era um comandante de Samori Turé (r. 1878–1898) do Império de Uassulu, mas em 1889 foi capturado por Tiebá (r. 1866–1893). No cerco de Sicasso conduzido pelos franceses, Babemba, acompanhado por 1 000 cavaleiros sob Fô, Culundiu, Bembanitieni e Farabalai, tentou uma investida na direção do bivaque francês.